# Relevo para un pistolero
Pour plus de détails, voir Fiche technique et Distribution.
Relevo para un pistolero est un western espagnol sorti en 1964, réalisé par Ramón Torrado,.

## Synopsis
« Relámpago » Harris est un hors-la-loi redouté dans l'État de l'Arizona pour ses holdups de banques. Lors d'un holdups, il est arrêté et emprisonné. Des années plus tard, un étranger, Edwin Jackson, arrive de Boston avec l'intention de créer une entreprise textile. « Relámpago » Harris, qui a abandonné ses habitudes criminelles et dirige son propre ranch, était un ami du défunt père d'Edwin Jackson et l'aide à s'installer. Edwin met son entreprise et sa vie en danger pour défendre Anna qui a été giflée par Jack Dillon. Grâce à l'aide de Harris, qui lui apprend son astuce pour tirer sans dégainer son arme, il parvient à mettre fin à la vie de Dillon et de ses hommes de main. Cependant, son caractère change et il devient le nouveau tyran de la ville. Après avoir abusé de Carmen, il affronte « Relámpago », et meurt dans le duel.

## Fiche technique
- Titre original espagnol : Relevo para un pistolero
- Réalisation : Ramón Torrado
- Scénario : Antonio Jiménez Escribano, Luis Gaspar[3]
- Musique : Daniel Montorio[3]
- Durée : 95 min[2]
- Pays de production :  Espagne

## Distribution
- Alex Nicol : « Relámpago » Harris
- Luis Dávila : Edwin Jackson
- Silvia Solar : Carmen González
- Laura Granados : Anna
- Esperanza Roy	: Edna
- Alfonso Rojas : Charlie "4 as"
- Rogelio Madrid : Miguel, fiancé de Carmen
- Xan das Bolas	: réceptioniste de l'hôtel
- Francisco Sanz : Matthews, banquier
- Rafael Albaicín (es) : Pancho
- Antonio Giménez Escribano (es) : Don Raúl García
- José Sepúlveda : Pat
- Josefina Serratosa (es) : serveuse remplaçante
- Lorenzo Robledo : Dan
- Aldo Sambrell	: Gordon
- Rafael Hernández (es) : Robert, serveur
- Hilario Flores : shérif
- Tito García (es) : O'Hara
- José Villasante (es) : client du saloon
- Antonio Orengo : Manuel
- Agustín Bescos : Robert, propriétaire du chevak
- José Guardiola (es) : Jack Dillon
- Román Ariznavarreta (es) : homme de Relámpago
- José Luis Chinchilla : homme de Relámpago